# Phaeohelotium epiphyllum
Phaeohelotium epiphyllum är en svampart. Phaeohelotium epiphyllum ingår i släktet Phaeohelotium och familjen Helotiaceae.

## Underarter
Arten delas in i följande underarter:
- acarium
- epiphyllum